# Челпанов, Алексей Владимирович
Алексей Владимирович Челпанов (род. 4 апреля 1975, Симферополь) — глава административного городского округа Ялта (2018—2019).

## Биография
Родился 4 апреля 1975 в городе Симферополь Крымской обл., УССР. Отец — сотрудник МВД, мать — экономист. Имеет два высших образования: «Правоведение» (2000), «Государственное и муниципальное управление» (2018) в Таврическом национальном университете имени В.И. Вернадского.
Трудовую деятельность начал в 1999 году в органах внутренних дел Украины. В период с 2006 по 2014 год служил в органах государственной охраны Украины. До 2016 года — военнослужащий, сотрудник Федеральной службы охраны. В период с 2016 по 2018 год — помощник Председателя Совета министров Республики Крым. С 11 апреля 2018 года — первый заместитель главы администрации города Ялта. В мае 2018 года на дополнительной сессии Совета города был избран главой административного городского округа Ялта.
Его деятельность подвергалась критике в прессе за непрозрачные решения по организации торговли, вырубки насаждений под застройку, раздутый аппарат городской администрации.
3 октября 2019 года досрочно сложил полномочия, что было утверждено голосованием второй внеочередной сессии Ялтинского городского совета.
В 2019 году в ходе антикоррупционных расследований крымского общественника Александра Талипова выяснилось, что тесть Челпанова, М. В. Басинский, стал за год собственником целого ряда квартир в Симферополе и Ялте.
С 2019 года - помощник Главы Республики Крым.

## Семья
Женат, воспитывает двоих детей. Дочь Елизавета, сын Иван.